# 八木橋惇夫
八木橋 惇夫（やぎはし あつお、1937年4月8日 - ）は、日本の官僚。環境事務次官、商工組合中央金庫副理事長、沖縄振興開発金融公庫理事長などを務めた。

## 略歴
- 1960年（昭和35年） 国家公務員採用上級甲種試験（法律）合格
- 1961年（昭和36年） 東京大学法学部第二類卒業、大蔵省入省。主計局総務課配属[2]。入省同期に寺村信行（国家公務員共済組合連合会理事長、国税庁長官）、濱本英輔（国税庁長官）、畠山蕃（防衛事務次官）、松野允彦（証券局長）、松尾靖彦（佐賀銀行頭取）、高橋公男（福島銀行社長）、野田実らがいる。この中で八木橋が同期の次官候補筆頭組だった[3]。
- 1963年（昭和38年）6月 近畿財務局理財部
- 1964年（昭和39年）4月 大蔵省大臣官房調査課
- 1965年（昭和40年）4月 経済企画庁調整局財政金融課専門調査員[4]
- 1967年（昭和42年）7月1日 札幌国税局札幌東税務署長
- 1970年（昭和45年）7月 和歌山県総務部財政課長
- 1972年（昭和47年）7月 大蔵省理財局資金課長補佐（公共投資第二）[5]
- 1973年（昭和48年）7月 大蔵省理財局資金第一課長補佐（運用第一）[6]
- 1974年（昭和49年）7月17日 大蔵省主計局主計官補佐（地方財政第一、二係主査）[7]
- 1975年（昭和50年）7月 大蔵省主計局主計官補佐（地方財政第一、二、補助金係主査）
- 1977年（昭和52年）6月27日 環境庁企画調整局環境保健部保健企画課長
- 1979年（昭和54年）7月16日 関東信越国税局直税部長
- 1980年（昭和55年）6月25日 沖縄開発庁振興局振興総務課長
- 1981年（昭和56年）7月3日 大蔵省主計局主計官
- 1983年（昭和58年）6月16日 大蔵省主計局法規課長
- 1985年（昭和60年）6月25日 大蔵省理財局総務課長
- 1986年（昭和61年）6月10日 名古屋国税局長
- 1987年（昭和62年）6月26日 国税庁調査査察部長
- 1989年（平成元年）6月23日 東京国税局長
- 1990年（平成2年）9月13日 国土庁長官官房長
- 1991年（平成3年）6月14日 大蔵省大臣官房付
- 1991年（平成3年）7月9日 環境庁企画調整局長
- 1993年（平成5年）6月29日 環境事務次官
- 1994年（平成6年）7月15日 依願退官
- 1995年（平成7年）7月1日 商工組合中央金庫副理事長
- 1997年（平成9年）6月 日本酒類販売株式会社副社長
- 1999年（平成11年）5月28日 沖縄振興開発金融公庫理事長
- 2005年（平成17年）5月31日 同依願退任
- 2007年（平成19年） 瑞宝重光章受章

## 著書
- 『補助金等質疑応答集』（編著、大蔵財務協会、1984年）
- 『図説日本の公共債〔改訂版〕』（編著、財経詳報社、1986年）